# Metaparoncholaimus orientalis
Metaparoncholaimus orientalis is een rondwormensoort uit de familie van de Oncholaimidae.